# Ageltrude de Bénévent
Ageltrude de Bénévent (ou Agiltrude) (morte le 27 août 923) fut impératrice du Saint-Empire et reine d'Italie en tant qu'épouse et mère, respectivement de Guy III de Spolète (règne de 891–894) et de Lambert de Spolète (règne de 894–898),. Elle est régente pour son fils et l'encourage à s'opposer à ses ennemis, les Carolingiens. Elle encourage aussi les élections papales en leur faveur.
Elle est la fille du prince Adalgis de Bénévent et d'Adeltrude. Elle épouse Guy au début des années 880, alors qu'il n'est encore que duc et margrave du duché de Spolète et de Camerino.
Après la mort de Guy III en décembre 894, elle accompagne son jeune fils à Rome pour que le pape Formose le confirme comme empereur, alors qu'il supportait plutôt le Carolingien Arnulf de Carinthie. En 896, elle et son fils sont contraints de demeurer à Spolète quand Arnulf entre à Rome et est couronné en opposition à Lambert le 22 février. Arnulf est bientôt paralysé par une attaque et le pape Formose meurt. Lambert reprend possession de son titre en 897 et Ageltrude intervient rapidement pour affirmer son autorité à Rome et pour qu'on élise son candidat, Étienne VI. À sa demande et à celle de Lambert, le corps de Formose est exhumé, jugé et jeté au Tibre par le Concile cadavérique.
Après le meurtre de Guy IV de Spolète, un parent de son époux, Ageltrude se rend à Bénévent où elle rétablit comme duc son frère Radelchis le 31 mars 897.